# Jazz Excursion Records
Jazz Excursion Records is een Amerikaans platenlabel voor jazz. Het werd in 2005 opgericht door John Sutton, een radiopresentator die een show heeft onder dezelfde naam. 
Musici die op het label uitkwamen zijn Richie Cole, Nathan Eklund, Dave Noland, Shirantha Beddage, Dan Loomis, Jim Saltzman, Don Friedman, David Slusser, Craig Yaremko, Brian Murray, Abigail Riccards, Brian VanArsdale en Steve Myerson.